# Jimmy McLane
Jimmy McLane, James Price McLane Jr. (Pittsburgh, Pennsylvania, 1930. szeptember 13. – Ipswich, Massachusetts, 2020. december 13.) olimpiai bajnok amerikai úszó.

## Pályafutása
Az 1948-as londoni olimpián 1500 m gyorson és a 4 × 200 m gyorsváltóban arany-, 400 m gyorson ezüstérmes lett. Az 1952-es helsinki olimpián 4 × 200 m gyorsváltóban társaival megvédte olimpiai bajnoki címét. 1955-ben a mexikóvárosi pánamerikai játékokon három aranyérmet szerzett (400 m gyors, 1500 gyors, 4 × 200 m gyorsváltó).

## Sikerei, díjai
- Olimpiai játékok
  - aranyérmes (3): 1948, London (1500 m gyors, 4 × 200 m gyorsváltó), 1952, Helsinki (4 × 200 m gyorsváltó)
  - ezüstérmes: 1952, Helsinki (400 m gyors)
- Pánamerikai játékok
  - aranyérmes (3): 1955, Mexikóváros (400 m gyors, 1500 gyors, 4 × 200 m gyorsváltó)